# Zethus micella
Zethus micella är en stekelart som beskrevs av Giordani Soika. Zethus micella ingår i släktet Zethus och familjen Eumenidae. Inga underarter finns listade i Catalogue of Life.